# Myersina yangii
Myersina yangii är en fiskart som först beskrevs av Chen, 1960.  Myersina yangii ingår i släktet Myersina och familjen smörbultsfiskar. Inga underarter finns listade i Catalogue of Life.